# Skimmia japonica
Skimmia japonica Thunb., 1783 è una pianta arbustiva sempreverde della famiglia delle Rutacee, originaria del Giappone.

## Descrizione
Pianta dioica (ossia che ha solo fiori o tutti maschili o tutti femminili che sbocciano su piante separate tra loro). La fioritura compare dalla tarda primavera con pannocchie colorate e fiori stellati che in autunno diventano bacche rossastre che durano tutto l'inverno.

## Coltivazione
Coltivabile sia all'esterno che all'interno predilige l'ombra e non teme il freddo.
Le annaffiature devono essere controllate regolarmente in estate evitando i ristagni e aggiungendo all'acqua concime da fiori.
Fa parte di quel gruppo di piante che vengono chiamate acidofile in quanto amano nutrirsi di terreni a reazione acida, cioè poveri di ioni positivi. Per questo motivo devono essere messe a dimora in terreni necessariamente acidi e concimate periodicamente con appositi prodotti.